# Малмыж
Малмы́ж (от мар. Малымаш — ночлег, место отдыха) — город (с 1780) в России, административный центр Малмыжского района Кировской области.
Население — 6931 чел. (2021).

## География
Город расположен на реке Шошме недалеко от места её впадения в Вятку, в 294 км от Кирова. Также по территории города протекают реки Засора и Мокша, которые впадают в Шошму.

## История
Точная дата основания города неизвестна, так как вначале на его месте был марийский город — резиденция князей марийского Малмыжского княжества, подвластных Казани. Малмыж встретил русских покорителей в качестве укреплённого пункта. Послал царь «брата своего» Даниила Адашева в 1553 на Вятку дабы «стояти по Каме и по Вятке».
Один из отрядов воеводы подошёл к Малмыжу. Между стрельцами и марийцами завязался бой, в котором пушечным ядром был убит марийский князь Болтуш, после чего Малмыж был взят (князь Болтуш был похоронен своими товарищами на близлежащей горе, которая впоследствии получила название Болтушина гора. По преданию князь был погребён в боевых доспехах вместе со своими сокровищами, а его жена Шошма (переводится как «весна»), увидев смерть мужа, якобы бросилась с горы в реку, которая потом стала называться её именем).
В течение почти трёх десятилетий боролись стрельцы с местными князьками. Частые стычки с татарами и марийцами, в которых погибло немало русских, татар и марийцев, явились поводом для возведения в 1580 году в Малмыже крепостных стен, после чего население его стало увеличиваться за счёт самого разнообразного люда — московской администрации, поселенцев из Казани, Нижнего Новгорода, а позднее — из Вятки и Перми.
В 1584 году в качестве безуездного города Малмыж вошёл в состав Казанского уезда. Этот год принято считать основанием города.
В 1649 году на Симбирскую черту были переведены пешие стрельцы, где была основана Погребовская слобода (ныне деревня Погребы).
В 1780 Малмыж, до этого управлявшийся из Казани, входит в состав вновь образованного Вятского наместничества как центр нового Малмыжского уезда. В это время ему жалуют герб с изображением ястреба.
Это был типичный город-крепость, внутри которого, за бревенчатыми стенами, находился государев двор с деревянной Знаменской церковью и жилыми постройками.
В 1785 крепость была полностью уничтожена огнём.
В 1802 на месте сгоревшей церкви был построен каменный Богоявленский собор, который в данный момент является одним из старейших каменных зданий Малмыжа.
Вот описание города середины XIX века:
«Город разделён двумя глубокими рвами на три части. Первая главная часть находится на низменном берегу реки Шошмы. Там располагается площадь с деревянными лавками, по середине которой проходит Сибирский тракт. Вторая часть города расположена между двумя глубокими рвами где стоит Богоявленский собор. (раньше там находилась крепость). В третьей части за вторым рвом находится винный подвал и обширный, на каменном фундаменте, деревянный казённый лазарет. Каменных домов в городе нет, деревянных считают 157. Для сообщения между частями города сооружены два деревянных моста через рвы».
1887 год — «около города два завода — пивоваренный и кожевенный. В городе 17 питейных заведений и 4 постоялых двора, лавок и магазинов 38 и 9 амбаров для хлеба, который нагружают весной на баржи у самого города. В низменной части города устроена земская больница, земское ремесленное училище и городские казармы. В городе три церкви — собор, кладбищенская и домовая в тюрьме. Жителей 3500 обоего пола, 3 каменных дома и более 300 деревянных». В 1905 году уже 44 каменных здания и 432 деревянных. Имеется водопровод, керосиновое освещение, работает почтово-телеграфная контора, общественный банк. Треть улиц мощённые. По словам старейшего вятского писателя М. М. Решетникова, Малмыж представлял собой в начале XX века уездный городок, утопающий в садах и патриархальной тишине. Культурно-просветительских учреждений, кроме мужской гимназии, женской прогимназии и городского училища, да ещё маленького кинотеатра «Жизнь-игра» в городе нет.
В 1918 году в Малмыже появляются аптека, детский сад, в сентябре открыт национальный педагогический техникум, подготовивший за своё существование свыше 100 преподавателей для татарских, удмуртских, марийских школ. В этом же году стала выходить газета «Известия». На базе Малмыжского исторического общества 1920 году был создан музей местного края.
В 1921 открыт русский педагогический техникум.
В 1931 вступил в действие ремонтно-механический завод.
В 1935 году образован районный архив.
С ноября 1941 по 1943 год в Малмыж был эвакуирован Московский областной педагогический институт вместе с такими учёными, как языковед С. И. Бернштейн, математик М. А. Знаменский, психолог И. И. Арямов. Во главе института стоял доцент Н. И. Молодых.

## Население
| 1856    | 1887    | 1897    | 1903    | 1913    | 1926    | 1931    | 1939    | 1959    |
| ------- | ------- | ------- | ------- | ------- | ------- | ------- | ------- | ------- |
| 1800    | ↗3500   | ↘3200   | ↗3671   | ↗3700   | ↗4400   | ↗4500   | ↗6500   | ↗9088   |
| 1970    | 1979    | 1989    | 1992    | 1993    | 1996    | 1998    | 2000    | 2001    |
| ↗11 220 | ↗11 462 | ↘10 699 | ↘10 500 | →10 500 | ↘10 400 | ↘10 200 | ↘10 100 | ↘10 000 |
| 2002    | 2003    | 2005    | 2006    | 2007    | 2008    | 2009    | 2010    | 2011    |
| ↘9318   | ↘9300   | ↘9100   | ↘9000   | →9000   | ↘8900   | ↘8823   | ↘8265   | ↗8300   |
| 2012    | 2013    | 2014    | 2015    | 2016    | 2017    | 2018    | 2019    | 2020    |
| ↘8099   | ↘7872   | ↘7645   | ↘7535   | ↗7591   | ↘7531   | ↘7422   | ↘7321   | ↘7186   |
| 2021    |         |         |         |         |         |         |         |         |
| ↘6931   |         |         |         |         |         |         |         |         |

На 1 января 2025 года по численности населения город находился на 1025-м месте из 1124 городов Российской Федерации.
Национальный состав
Русские — 4202, татары — 3410, марийцы — 325; удмурты — 162, украинцы — 20, другие национальности — 32.

## Экономика
В городе расположено несколько предприятий: ремонтно-механический завод, спиртзавод, маслозавод. Функционирует хлебопекарня «ИП Газизов» Левашевский хлебозавод, Агрофирма «Калинино» , ООО «Рожки» — фермерское разведение крупного рогатого скота, производство молока.

## Спорт
В городе существует любительская футбольная команда «Старт», которая играет во втором дивизионе Кировской области.
Также есть спортшкола.

## Здравоохранение
В городе функционирует КОГБУЗ «Малмыжская центральная районная больница». Также в городе функционируют несколько частных стоматологических кабинетов, кабинет УЗИ и центр медицины.

## Религия
Православные храмы
- Собор Богоявления Господня;
- Церковь Митрофана Воронежского

Мечети
- Мечеть

## Известные уроженцы и жители
- Красноперов, Егор Иванович (1842—1897) — русский статистик.
- Кузнецов, Стефан Кирович (1854—1913) — русский историк, археолог, этнограф, педагог; один из основоположников исторической географии.
- Батуев, Николай Александрович (1855—1917) — русский ученый и педагог.
- Минкевич, Николай Анатольевич (1883—1942) — советский ученый-металловед, один из основоположников отечественного металловедения.
- Безденежных, Алексей Андреевич (1893—1966) — русский советский ученый и педагог.
- Худяков, Михаил Георгиевич (1894—1936) — советский археолог, исследователь истории и культуры народов Поволжья.
- Рупасов, Николай Федорович (1901—1968) — советский хирург, ученый, ректор Ижевского медицинского института.
- Суровцев, Борис Николаевич (1902—1944) — участник Великой Отечественной войны, Герой Советского Союза.
- Заболотский, Анатолий Иванович (1911—1962) — участник Советско-финской и Великой Отечественной войн, Герой Советского Союза.
- Наймушин, Игнат Михайлович (1915-—1979) — участник Великой Отечественной войны, полный кавалер ордена Славы.
- Сейфи, Талгат Фатыхович (1916—1969) — советский инженер, учёный и организатор производства.
- Сметанина, Александра Трофимовна (1919—1993) — директор совхоза «Калининский» Малмыжского района, Герой Социалистического Труда.
- Саламатов, Владимир Григорьевич (1920—2002) — советский хозяйственный, государственный и партийный деятель.
- Бикбаева, Альфия Исхаковна (1926—2004) — советский и российский отоларинголог.
- Броневой, Леонид Сергеевич (1928—2017) — советский, российский актёр. Был сослан со своей матерью в Малмыж (отец был осуждён как враг народа), где они жили с 1936 по 1941 год как члены семьи изменника Родины.
- Кашкаров, Игорь Алексеевич (род. 1933) — советский легкоатлет, бронзовый призёр Олимпийских игр.
- Калягин, Александр Александрович (род. 1942) — советский и российский актёр, режиссёр, народный артист РСФСР (1983).
- Невский, Юрий Анатольевич (род. 1943) — советский и российский кинооператор, народный артист России (2003).
- Асапов, Валерий Григорьевич (1966—2017) — Герой Российской Федерации, генерал-лейтенант.
- Гарифьянов Нургаяз Салихович (1920—1970) — советский учёный-физик, лауреат премии Президиума Академии наук СССР
- Алалыкин Герман Никанорович (1886 - 1960) — советский хирург, заслуженный врач Казахской ССР, почетный хирург Казахстана